# Ювженко, Лев Григорьевич
Лев Григорьевич Ювженко — советский хозяйственный и государственный деятель, лауреат Государственной премии СССР за выдающиеся достижения в труде.

## Биография
Родился в 1937 году в селе Новоалексеевка. Член КПСС.
В 1954—1957 — сборщик металлоконструкций СУ-3 на строительстве шахт в Белове и Полысаевской.
В 1957—1959 — военнослужащий Советской армии.
В 1959—1961 — крепильщик, в 1961—1964 — забойщик, в 1964—1992 — бригадир забойщиков шахты «Зыряновская» объединения «Южкузбассуголь» Министерства угольной промышленности СССР.
За наиболее эффективное использование новой горной техники был в составе коллектива удостоен Государственной премии СССР за выдающиеся достижения в труде 1975 года.
Живёт в Новокузнецке.

## Награды
- Орден Ленина (1971)
- Орден Знак Почёта (1974)